# مایک میچل
مایک میچل (انگلیسی: Mike Mitchell؛ زاده ۱ ژانویهٔ ۱۹۵۶ درگذشته ۹ ژوئن ۲۰۱۱) یک بازیکن بسکتبال اهل ایالات متحده آمریکا بود.